# Morti il 7 settembre

## IV secolo(1)
- 355 - Claudio Silvano, generale e politico romano

## V secolo(1)
- 470 - Grato di Aosta, vescovo e santo italiano

## VI secolo(1)
- 560 - Clodoaldo, principe franco

## X secolo(4)
- 918 - Aicone, vescovo italiano
- 949 - Richowo, vescovo tedesco
- 962 - Gozzelino di Toul, vescovo franco
- 984 - Teodorico I di Metz, vescovo franco

## XII secolo(6)
- 1105 - Giovanni da Lodi, vescovo italiano
- 1134 - Alfonso I d'Aragona, sovrano
- 1151 - Goffredo V d'Angiò, conte (n. 1113)
- 1181 - Eskil di Lund, vescovo cattolico danese
- 1186 - Giovanni di Novgorod, monaco cristiano, arcivescovo ortodosso e santo russo
- 1191 - Giacomo d'Avesnes, nobile francese (n. 1152)

## XIII secolo(3)
- 1202 - Guglielmo dalle Bianche Mani, cardinale e arcivescovo cattolico francese (n. 1135)
- 1208 - Stefano di Châtillon, abate, vescovo cattolico e santo francese (n. 1150)
- 1295 - Guillaume de Ferrières, cardinale e presbitero francese

## XIV secolo(7)
- 1303 - Gergely Bicskei, arcivescovo cattolico ungherese
- 1312 - Ferdinando IV di Castiglia, re spagnolo (n. 1285)
- 1322 - Enrico I di Brunswick-Lüneburg, nobile tedesco (n. 1267)
- 1354 - Andrea Dandolo, politico e diplomatico italiano (n. 1306)
- 1362 - Giovanna d'Inghilterra, principessa inglese (n. 1321)
- 1376 - Giovanni III di Grailly, condottiero francese (n. 1330)
- 1394 - Adolfo III di Mark, vescovo cattolico tedesco

## XV secolo(7)
- 1405 - James Butler, III conte di Ormond, nobile irlandese
- 1412 - Castello Castelli, storico e notaio italiano
- 1417 - Jean II de Rieux, militare francese
- 1450 - Caterina Karlsdotter, nobildonna svedese
- 1464 - Federico II di Sassonia, principe (n. 1412)
- 1465 - Antonio da Bitonto, teologo e religioso italiano (n. 1385)
- 1495 - Alfonso II d'Avalos, condottiero italiano

## XVI secolo(12)
- 1527 - Bartolomeo Bonascia, pittore e architetto italiano (n. 1450)
- 1529 - Caterina Aliprandi, monaca cristiana italiana
- 1537 - Niccolò Schomberg, cardinale e arcivescovo cattolico italiano (n. 1472)
- 1550 - Niccolò Tribolo, architetto e scultore italiano (n. 1497)
- 1559 - Robert Estienne, editore, filologo classico e grammatico francese (n. 1503)
- 1563 - Giovanni Campeggi, vescovo cattolico e diplomatico italiano (n. 1513)
- 1564 - Jean de Tournes, tipografo e editore francese (n. 1504)
- 1568 - Marcantonio Natta, giurista italiano
- 1570 - Francesco Severi da Argenta, medico e poeta italiano
- 1573 - Giovanni Aldobrandini, cardinale e vescovo cattolico italiano (n. 1525)
- 1573 - Giovanna d'Asburgo, spagnola (n. 1535)
- 1577 - Maria d'Aviz, nobile portoghese (n. 1538)

## XVII secolo(23)
- 1601 - John Shakespeare, mercante britannico (n. 1531)
- 1602 - Federico II Pico della Mirandola, nobile italiano (n. 1564)
- 1606 - Giorgio X di Cartalia, re (n. 1560)
- 1617 - Luis de Velasco, spagnolo (n. 1534)
- 1619 - Melchiorre Grodecký, presbitero ceco
- 1619 - Marco Križevčanin, presbitero croato
- 1627 - Andrea del Guasto, religioso italiano (n. 1534)
- 1629 - Giovanni XV di Alessandria, vescovo cristiano orientale egiziano
- 1636 - Antonio Fermo, presbitero italiano (n. 1574)
- 1640 - Francine Descartes, francese (n. 1635)
- 1644 - Guido Bentivoglio, cardinale, arcivescovo cattolico e storico italiano (n. 1579)
- 1650 - Costantino Gaetani, religioso italiano (n. 1568)
- 1650 - Scévole de Sainte-Marthe, storico e umanista francese (n. 1571)
- 1655 - Nicolas Abram, gesuita, filologo e teologo francese (n. 1589)
- 1655 - François L'Hermite, scrittore e drammaturgo francese (n. 1601)
- 1662 - Marco Scacchi, compositore italiano (n. 1602)
- 1664 - Andrea Cirino, teologo, letterato e storico italiano (n. 1618)
- 1668 - Lucas Bueno, vescovo cattolico spagnolo
- 1671 - Vitaliano Visconti, cardinale e arcivescovo cattolico italiano (n. 1618)
- 1682 - Juan Caramuel y Lobkowitz, vescovo cattolico e matematico spagnolo (n. 1606)
- 1687 - Vincenzo Albrici, compositore e organista italiano (n. 1631)
- 1695 - Franz Adam von Brandis, storico e numismatico austriaco (n. 1639)
- 1700 - William Russell, I duca di Bedford, nobile, militare e politico inglese (n. 1616)

## XVIII secolo(24)
- 1704 - Benedetto Menzini, poeta italiano (n. 1646)
- 1709 - Gunno Eurelius Dahlstierna, poeta svedese (n. 1661)
- 1714 - Enrico I di Reuss-Greiz, nobile tedesco (n. 1693)
- 1719 - John Harris, scrittore e matematico inglese (n. 1666)
- 1725 - Giovan Battista Nelli, architetto italiano (n. 1661)
- 1725 - Louis Phélypeaux de La Vrillière, politico e nobile francese (n. 1672)
- 1728 - Henry Clinton, VII conte di Lincoln, politico inglese (n. 1684)
- 1731 - Evdokija Fëdorovna Lopuchina, russa (n. 1669)
- 1731 - Paul-Jules de La Porte, nobile e militare francese (n. 1666)
- 1741 - Blas de Lezo, ammiraglio spagnolo (n. 1689)
- 1745 - Ermanno II di Promnitz, principe (n. 1683)
- 1747 - Pietro Gregorio Ottoboni Boncompagni Ludovisi, nobile italiano (n. 1709)
- 1758 - Domenico Antonio Thun, vescovo cattolico italiano (n. 1686)
- 1763 - Giorgio Ludovico di Holstein-Gottorp, militare russo (n. 1719)
- 1767 - Louis III de Mailly-Nesle, militare e nobile francese (n. 1689)
- 1771 - Carlo Mineo, vescovo cattolico italiano (n. 1703)
- 1775 - Angelo Maria Labia, poeta italiano (n. 1709)
- 1780 - Mattia Mancini, fantino italiano (n. 1745)
- 1784 - Giovanni Antonio Cybei, scultore e religioso italiano (n. 1706)
- 1787 - Carlos FitzJames Stuart, IV duca di Berwick, nobile spagnolo (n. 1752)
- 1789 - Tommaso Silvestri, presbitero e educatore italiano (n. 1744)
- 1799 - Carlotta Amalia d'Assia-Philippsthal, duchessa (n. 1730)
- 1799 - Jan Ingenhousz, botanico olandese (n. 1730)
- 1799 - Louis Guillaume Le Monnier, naturalista, fisico e medico francese (n. 1717)

## XIX secolo(54)
- 1801 - Giovanni Andrea Lazzarini, pittore e poeta italiano (n. 1710)
- 1801 - Antoine de Sartine, politico francese (n. 1729)
- 1809 - Buddha Yodfa Chulaloke, militare siamese (n. 1736)
- 1809 - Caroline Schelling, scrittrice e traduttrice tedesca (n. 1763)
- 1812 - Auguste Jean-Gabriel de Caulaincourt, generale e diplomatico francese (n. 1777)
- 1812 - Claude Antoine Compère, generale francese (n. 1774)
- 1812 - Louis-Pierre Montbrun, generale francese (n. 1770)
- 1812 - Carlo Cristiano di Sayn-Wittgenstein, nobile e militare tedesco (n. 1773)
- 1813 - Andrei Grigoryevich Rosenberg, militare russo (n. 1739)
- 1813 - Giuseppe Beccadelli di Bologna, diplomatico e politico italiano (n. 1726)
- 1814 - Pierre-Victor Malouet, politico francese (n. 1740)
- 1818 - Giacinto Dragonetti, giurista e scrittore italiano (n. 1738)
- 1819 - Jean-Louis Duport, violoncellista e compositore francese (n. 1749)
- 1819 - Abraham Somes, militare statunitense (n. 1732)
- 1829 - Giuseppe Raddi, botanico italiano (n. 1770)
- 1831 - Samuel Latham Mitchill, medico, naturalista e politico statunitense (n. 1764)
- 1833 - Hannah More, scrittrice e filantropa inglese (n. 1745)
- 1837 - Fabian Gottlieb von Osten-Sacken, generale russo (n. 1752)
- 1839 - Albert Galliton Harrison, politico statunitense (n. 1800)
- 1840 - Costanza Monti, poetessa italiana (n. 1792)
- 1845 - Giovanni Battista Caviglia, esploratore e navigatore italiano (n. 1770)
- 1848 - Giovanni Schiavoni, pittore e insegnante italiano (n. 1804)
- 1849 - Mariano Paredes y Arrillaga, militare e politico messicano (n. 1797)
- 1851 - Gerhard von Hosstrup, banchiere tedesco (n. 1771)
- 1854 - Jacques-François Ancelot, drammaturgo e scrittore francese (n. 1794)
- 1855 - Giovanni Mazzucconi, missionario italiano (n. 1826)
- 1862 - Adrien de Gasparin, politico e agronomo francese (n. 1783)
- 1862 - Leicester Stanhope, V conte di Harrington, nobile e ufficiale inglese (n. 1784)
- 1864 - Gustav Friedrich Hetsch, architetto danese (n. 1788)
- 1865 - Angelo Villanis, compositore italiano (n. 1821)
- 1866 - Matthias William Baldwin, imprenditore statunitense (n. 1795)
- 1867 - Henriette Méric-Lalande, soprano francese (n. 1798)
- 1868 - Gustavus von Tempsky, avventuriero, giornalista e scrittore tedesco (n. 1828)
- 1870 - Philipp Wilhelm Wirtgen, botanico tedesco (n. 1806)
- 1871 - Mehmed Alì Pascià, politico ottomano (n. 1815)
- 1873 - Désiré, baritono e attore teatrale francese (n. 1823)
- 1873 - Jules Verreaux, botanico, ornitologo e naturalista francese (n. 1807)
- 1877 - Bonaventura Atanasio, vescovo cattolico italiano (n. 1807)
- 1878 - Mehmed Ali Pascià, militare prussiano (n. 1827)
- 1880 - Manolache Costache Epureanu, politico rumeno (n. 1820)
- 1881 - John Martin Henni, arcivescovo cattolico svizzero (n. 1805)
- 1881 - Sidney Lanier, poeta e musicista statunitense (n. 1842)
- 1883 - Rafał Hadziewicz, pittore polacco (n. 1803)
- 1886 - Joseph-Hugues Fabisch, scultore francese (n. 1812)
- 1888 - Tito I Ricordi, editore italiano (n. 1811)
- 1890 - Francesco Gilardini, politico italiano (n. 1823)
- 1891 - Heinrich Graetz, storico e teologo tedesco (n. 1817)
- 1892 - John Greenleaf Whittier, poeta e giornalista statunitense (n. 1807)
- 1893 - Hamilton Fish, politico statunitense (n. 1808)
- 1894 - León Abadías y Santolaria, pittore spagnolo (n. 1842)
- 1894 - Francesco Antonio Santori, prete, poeta e drammaturgo italiano (n. 1819)
- 1895 - Leonard Howell, calciatore e crickettista inglese (n. 1848)
- 1895 - Walter Mantell, scienziato e politico neozelandese (n. 1820)
- 1899 - Karolina Světlá, scrittrice ceca (n. 1830)

## XX secolo(260)
- 1902 - Vincenzo Acquaviva, pittore italiano (n. 1832)
- 1902 - Enrique Gaspar, scrittore e diplomatico spagnolo (n. 1842)
- 1902 - Franz Wüllner, compositore e direttore d'orchestra tedesco (n. 1832)
- 1905 - Raffaele Pierotti, cardinale italiano (n. 1836)
- 1906 - Federica di Hohenzollern-Sigmaringen, principessa tedesca (n. 1820)
- 1907 - Bogdan Petriceicu Hasdeu, scrittore, filologo e storico romeno (n. 1838)
- 1908 - Giovanni Maria Damiani, militare e patriota italiano (n. 1832)
- 1909 - Henry Browne Blackwell, attivista statunitense (n. 1825)
- 1910 - Emily Blackwell, medico e educatrice statunitense (n. 1826)
- 1910 - Emil Albert Friedberg, giurista e storico tedesco (n. 1837)
- 1910 - William Holman Hunt, pittore inglese (n. 1827)
- 1912 - Antonietta Fricci, soprano e mezzosoprano austriaco (n. 1840)
- 1912 - Martin Kähler, teologo e biblista tedesco (n. 1835)
- 1913 - Primitivo Gonzáles del Alba, criminologo spagnolo (n. 1849)
- 1913 - José de Calasanz Félix Santiago Vives y Tutó, cardinale spagnolo (n. 1854)
- 1914 - Alexander Brosch Edler von Aarenau, militare austro-ungarico (n. 1870)
- 1916 - Alberto Cougnet, scrittore, giornalista e medico italiano (n. 1850)
- 1916 - Nicholas Morello, mafioso italiano (n. 1890)
- 1917 - Ettore Ciciriello, militare italiano (n. 1877)
- 1917 - Paul Meyer, filologo francese (n. 1840)
- 1917 - Chrétien Waydelich, giocatore di croquet francese (n. 1841)
- 1918 - Carlo Esterle, ingegnere italiano (n. 1853)
- 1918 - William Hutchinson, attore scozzese (n. 1869)
- 1918 - Francis Silas Marean Chatard, vescovo cattolico statunitense (n. 1834)
- 1918 - Raffaele Palizzolo, politico italiano (n. 1843)
- 1918 - Peter Ludwig Mejdell Sylow, matematico norvegese (n. 1832)
- 1919 - Bruno Filippi, rivoluzionario e anarchico italiano (n. 1900)
- 1921 - Eugenia Picco, religiosa e mistica italiana (n. 1867)
- 1922 - Jack Addenbrooke, allenatore di calcio e calciatore inglese (n. 1865)
- 1922 - William Stewart Halsted, chirurgo statunitense (n. 1852)
- 1922 - Madho Singh II, principe indiano (n. 1862)
- 1922 - Iōannīs Svorōnos, numismatico e archeologo greco (n. 1863)
- 1925 - Camillo Mancini, ingegnere e politico italiano (n. 1857)
- 1925 - René Viviani, politico francese (n. 1863)
- 1926 - Francesco di Paola III Guasco Gallarati di Bisio, nobile e storico italiano (n. 1847)
- 1926 - Ján Meličko, compositore slovacco (n. 1846)
- 1926 - Guglielmo Micheli, pittore e insegnante italiano (n. 1866)
- 1926 - Franz Muncker, storico della letteratura tedesco (n. 1855)
- 1926 - Luis Sambucetti, violinista, compositore e direttore d'orchestra uruguaiano (n. 1860)
- 1927 - Anna Golubkina, scultrice sovietica (n. 1864)
- 1927 - Karl Nikitsch, aviatore austro-ungarico (n. 1885)
- 1928 - Antonino Lombardo, mafioso italiano (n. 1891)
- 1929 - Angelo Ruffini, biologo e medico italiano (n. 1864)
- 1931 - Ignacy Kłopotowski, presbitero polacco (n. 1866)
- 1931 - Federico Tinoco Granados, politico e generale costaricano (n. 1868)
- 1932 - Georg von Waldersee, generale tedesco (n. 1860)
- 1933 - Max Adalbert, attore tedesco (n. 1874)
- 1933 - Edward Grey, politico britannico (n. 1862)
- 1933 - Marcel Journet, basso francese (n. 1868)
- 1934 - Tom Buckingham, regista, sceneggiatore e fotografo statunitense (n. 1895)
- 1935 - Henry Kraft, ginnasta e multiplista statunitense (n. 1865)
- 1935 - Luigi Santarella, ingegnere italiano (n. 1886)
- 1936 - Florenzio Aliprindi, generale italiano (n. 1851)
- 1936 - Aurelio Alonzi, militare italiano (n. 1898)
- 1936 - Marcel Grossmann, matematico svizzero (n. 1878)
- 1936 - Rudolf Sloup, allenatore di calcio e calciatore cecoslovacco (n. 1897)
- 1937 - Michele Bettega, alpinista austriaca (n. 1853)
- 1937 - Annie Lorrain Smith, micologa britannica (n. 1854)
- 1937 - Giacomo Soliman, militare italiano (n. 1913)
- 1938 - Karl Seidensacher, ammiraglio austriaco (n. 1862)
- 1939 - Kyōka Izumi, scrittore e drammaturgo giapponese (n. 1873)
- 1939 - Cezary Niewęgłowski, militare polacco (n. 1893)
- 1940 - José Félix Estigarribia, generale e politico paraguaiano (n. 1888)
- 1940 - Edmund Rumpler, ingegnere austriaco (n. 1872)
- 1941 - Mario García Menocal, politico cubano (n. 1866)
- 1941 - Secondo Pia, avvocato e fotografo italiano (n. 1855)
- 1941 - Sara Roosevelt, statunitense (n. 1854)
- 1942 - Westmoreland Davis, politico statunitense (n. 1859)
- 1942 - Bernard H. Hyman, produttore cinematografico statunitense (n. 1897)
- 1944 - Leonardo Cocito, antifascista e partigiano italiano (n. 1914)
- 1944 - Gaspare Colosimo, avvocato, politico e filantropo italiano (n. 1859)
- 1944 - Giuseppe Del Mei, partigiano italiano (n. 1924)
- 1944 - Marko Došen, politico croato (n. 1859)
- 1944 - Heinrich Hess, alpinista, scrittore e imprenditore austriaco (n. 1857)
- 1944 - Salvador Montes de Oca, vescovo cattolico venezuelano (n. 1895)
- 1945 - Walter Braithwaite, generale britannico (n. 1865)
- 1945 - Charles Spearman, psicologo e statistico britannico (n. 1863)
- 1946 - Robert LeRoy, tennista statunitense (n. 1885)
- 1947 - Michele Cipolla, matematico italiano (n. 1880)
- 1948 - André Suarès, poeta, scrittore e critico letterario francese (n. 1868)
- 1949 - Elton Mayo, psicologo e sociologo australiano (n. 1880)
- 1949 - José Clemente Orozco, pittore messicano (n. 1883)
- 1950 - Adolphe Cayron, pistard francese (n. 1878)
- 1951 - Frederick Chapman, calciatore inglese (n. 1883)
- 1951 - María Montez, attrice dominicana (n. 1912)
- 1951 - John French Sloan, pittore statunitense (n. 1871)
- 1952 - Alexander Popovic, calciatore e allenatore di calcio austriaco (n. 1891)
- 1953 - Nobuyuki Abe, generale e politico giapponese (n. 1875)
- 1953 - Fritz Heitmann, organista tedesco (n. 1891)
- 1953 - Rupert Weinstabl, canoista austriaco (n. 1911)
- 1954 - Bud Fisher, fumettista statunitense (n. 1885)
- 1954 - James A. Johnston, dirigente pubblico statunitense (n. 1874)
- 1954 - Carlo Martinenghi, mezzofondista e siepista italiano (n. 1893)
- 1954 - Armando Reyes, calciatore argentino (n. 1893)
- 1955 - Aline Bernstein, scenografa, costumista e scrittrice statunitense (n. 1882)
- 1955 - C.R. Julian, calciatore inglese (n. 1897)
- 1956 - Karl Blodig, alpinista, ottico e scrittore austriaco (n. 1859)
- 1956 - Alphonse Chérel, pedagogista e editore francese (n. 1882)
- 1956 - Otto Schmidt, scienziato, esploratore e enciclopedista sovietico (n. 1891)
- 1957 - Manlio Rho, pittore italiano (n. 1901)
- 1958 - Graham Cutts, regista, sceneggiatore e produttore cinematografico britannico (n. 1885)
- 1958 - Arvid Lindau, patologo, batteriologo e scienziato svedese (n. 1892)
- 1959 - Carlo Biscaretti di Ruffia, illustratore, storico e progettista italiano (n. 1879)
- 1959 - Maurice Duplessis, politico canadese (n. 1890)
- 1959 - Virgilio Riento, attore italiano (n. 1889)
- 1959 - Alberto Vassallo di Torregrossa, arcivescovo cattolico italiano (n. 1865)
- 1960 - João Belo, calciatore portoghese (n. 1910)
- 1960 - Alfonso Ortiz Tirado, tenore e medico messicano (n. 1893)
- 1960 - Wilhelm Pieck, politico tedesco (n. 1876)
- 1960 - José Serrato, economista, ingegnere e politico uruguaiano (n. 1868)
- 1961 - Pietro Bonannini, militare e aviatore italiano (n. 1919)
- 1961 - Pieter Sjoerds Gerbrandy, politico olandese (n. 1885)
- 1961 - Emanuele Grazzi, diplomatico, scrittore e traduttore italiano (n. 1891)
- 1962 - Morris Louis, pittore statunitense (n. 1912)
- 1962 - Karen Blixen, scrittrice danese (n. 1885)
- 1962 - Louis King, regista e attore statunitense (n. 1898)
- 1962 - Gaetano Vigo, politico italiano (n. 1897)
- 1962 - Eiji Yoshikawa, scrittore giapponese (n. 1892)
- 1963 - James Clay, cestista e allenatore di pallacanestro britannico
- 1963 - Pasquale Creazzo, poeta italiano (n. 1875)
- 1963 - Giuseppe De Robertis, critico letterario italiano (n. 1888)
- 1963 - Giuseppe Ganduscio, poeta italiano (n. 1925)
- 1964 - Walter A. Brown, imprenditore e dirigente sportivo statunitense (n. 1905)
- 1964 - Louis Francescon, missionario italiano (n. 1866)
- 1964 - Georges Thierry d'Argenlieu, ammiraglio, diplomatico e religioso francese (n. 1889)
- 1965 - Bobby Benson, hockeista su ghiaccio canadese (n. 1894)
- 1966 - Ramiro Meng, pittore, scultore e architetto italiano (n. 1895)
- 1967 - Werner Kreipe, generale tedesco (n. 1904)
- 1967 - Azzo Passalacqua, generale italiano (n. 1885)
- 1967 - Rex Stewart, trombettista statunitense (n. 1907)
- 1968 - Lucio Fontana, pittore, ceramista e scultore argentino (n. 1899)
- 1968 - John Rymill, esploratore australiano (n. 1905)
- 1968 - Karl Tewes, calciatore tedesco (n. 1886)
- 1969 - Arthur Benda, fotografo tedesco (n. 1885)
- 1969 - Elisa Chimenti, scrittrice, antropologa e etnografa italiana (n. 1883)
- 1969 - Everett Dirksen, politico statunitense (n. 1896)
- 1970 - Giulio Gedda, compositore italiano (n. 1899)
- 1970 - Donald Baxter MacMillan, esploratore statunitense (n. 1874)
- 1970 - Arturo Maghizzano, attore teatrale italiano (n. 1905)
- 1970 - Nicola Perrotti, psicoanalista e politico italiano (n. 1897)
- 1970 - Laura Sawyer, attrice statunitense (n. 1885)
- 1970 - Arne Yven, calciatore norvegese (n. 1904)
- 1971 - Spring Byington, attrice statunitense (n. 1886)
- 1971 - Albert Caraco, filosofo e scrittore uruguaiano (n. 1919)
- 1971 - Henrik Stefán, pittore ungherese (n. 1896)
- 1971 - Ludwig Suthaus, tenore tedesco (n. 1906)
- 1972 - Luigi Carlo Daneri, architetto italiano (n. 1900)
- 1972 - Jacques Pirenne, egittologo belga (n. 1891)
- 1973 - Sam Battaglia, mafioso statunitense (n. 1908)
- 1973 - Franz Beckert, ginnasta tedesco (n. 1907)
- 1973 - Ernst Casparsson, cavaliere svedese (n. 1886)
- 1973 - Alfred Lombard, pittore francese (n. 1884)
- 1973 - Artturi Nyyssönen, calciatore finlandese (n. 1892)
- 1973 - José Portogalo, giornalista, poeta e scrittore italiano (n. 1904)
- 1974 - Juan Antonio Ipiña, calciatore e allenatore di calcio spagnolo (n. 1912)
- 1974 - František Králík, pallamanista cecoslovacco (n. 1942)
- 1974 - Gualtieri di San Lazzaro, scrittore e editore italiano (n. 1904)
- 1974 - Antonio Sciotti, fumettista italiano (n. 1924)
- 1975 - Gianni D'Errico, cantautore italiano (n. 1948)
- 1975 - Angelo Gritti, scultore italiano (n. 1907)
- 1975 - Wilhelm Thiele, regista e sceneggiatore austriaco (n. 1890)
- 1976 - Renato Baiguera, calciatore italiano (n. 1906)
- 1976 - Daniel F. Galouye, scrittore di fantascienza statunitense (n. 1920)
- 1976 - Birger Halvorsen, altista norvegese (n. 1905)
- 1977 - Edgar Basel, pugile tedesco (n. 1930)
- 1977 - Richard Manske, chimico tedesco (n. 1901)
- 1977 - Saverio Montalto, scrittore italiano (n. 1898)
- 1977 - Remo Polizzi, partigiano e sindacalista italiano (n. 1909)
- 1977 - Gustave Reese, musicologo e docente statunitense (n. 1899)
- 1978 - Herman Legger, calciatore olandese (n. 1895)
- 1978 - Keith Moon, batterista britannico (n. 1946)
- 1978 - Giuseppe Mozzoni, pittore italiano (n. 1887)
- 1979 - Rita Hovink, cantante olandese (n. 1944)
- 1979 - I. A. Richards, critico letterario, scrittore e insegnante britannico (n. 1893)
- 1980 - Bessie Allison Buchanan, politica, ballerina e cantante statunitense (n. 1902)
- 1980 - Hasan Balyuzi, iraniano (n. 1908)
- 1980 - Sedad Hakkı Eldem, architetto turco (n. 1908)
- 1980 - Arvella Gray, cantante e chitarrista statunitense (n. 1906)
- 1980 - Rodolfo Melani, calciatore italiano (n. 1899)
- 1983 - Boris Hagelin, imprenditore e inventore svedese (n. 1892)
- 1983 - Hans Münch, direttore d'orchestra, compositore e violoncellista francese (n. 1893)
- 1983 - Tore Rilton, medico, scacchista e mecenate svedese (n. 1904)
- 1983 - Wilhelm Rønning, calciatore norvegese (n. 1895)
- 1983 - Romolo Sartoris, calciatore italiano (n. 1901)
- 1983 - Joseph Schröffer, cardinale e arcivescovo cattolico tedesco (n. 1903)
- 1983 - Ron Stuart, cestista canadese (n. 1929)
- 1984 - Joe Cronin, giocatore di baseball e allenatore di baseball statunitense (n. 1906)
- 1984 - Jennifer Kendal, attrice britannica (n. 1934)
- 1984 - Liam O'Flaherty, scrittore irlandese (n. 1896)
- 1984 - Ragnar Pedersen, calciatore norvegese (n. 1906)
- 1984 - Josyp Slipyj, cardinale e arcivescovo cattolico ucraino (n. 1892)
- 1984 - Michelangelo Trimarchi, politico italiano (n. 1916)
- 1985 - Franco Ferrara, direttore d'orchestra e compositore italiano (n. 1911)
- 1985 - Piera Gatteschi Fondelli, generale italiana (n. 1902)
- 1985 - Frank Kinard, giocatore di football americano statunitense (n. 1914)
- 1985 - George Polya, matematico ungherese (n. 1887)
- 1985 - Rodney Robert Porter, biochimico inglese (n. 1917)
- 1985 - Finn Seemann, calciatore norvegese (n. 1944)
- 1986 - Omar Ali Saifuddien III, sovrano bruneiano (n. 1914)
- 1986 - Enzo Enriques Agnoletti, partigiano e politico italiano (n. 1909)
- 1986 - Raimundo Infante, calciatore cileno (n. 1928)
- 1988 - Pietro Conti, politico italiano (n. 1928)
- 1988 - Raymond Dubly, calciatore francese (n. 1893)
- 1988 - Vivi Janiss, attrice statunitense (n. 1911)
- 1988 - Thelma Payne, tuffatrice e nuotatrice statunitense (n. 1896)
- 1989 - Valerij Hoborov, cestista sovietico (n. 1965)
- 1990 - Raffaele Franco, politico italiano (n. 1914)
- 1990 - Ahti Karjalainen, politico finlandese (n. 1923)
- 1990 - Carlos Canário, calciatore portoghese (n. 1918)
- 1990 - George Sime, hockeista su prato britannico (n. 1915)
- 1990 - A. J. P. Taylor, storico e giornalista britannico (n. 1906)
- 1990 - Filiberto di Savoia-Genova, generale italiano (n. 1895)
- 1991 - John Crosby, scrittore e giornalista statunitense (n. 1912)
- 1991 - Piero Gorgatto, velista italiano (n. 1925)
- 1991 - Edwin McMillan, fisico statunitense (n. 1907)
- 1991 - Ben Piazza, attore statunitense (n. 1933)
- 1992 - Pedro Arnoldo Aparicio y Quintanilla, vescovo cattolico salvadoregno (n. 1908)
- 1992 - Eugenio Da Venezia, pittore italiano (n. 1900)
- 1992 - Arturo Dominici, attore e doppiatore italiano (n. 1916)
- 1993 - Eugen Barbu, scrittore, giornalista e politico rumeno (n. 1924)
- 1993 - Hall Bartlett, regista, produttore cinematografico e sceneggiatore statunitense (n. 1922)
- 1993 - William Gillock, compositore e musicista statunitense (n. 1917)
- 1993 - Bruno Giorgi, scultore brasiliano (n. 1905)
- 1993 - Hugo Christiaan Hamaker, fisico olandese (n. 1905)
- 1993 - Charles Harris, tennista statunitense (n. 1914)
- 1993 - Christian Metz, semiologo e critico cinematografico francese (n. 1931)
- 1993 - Maria Pinnone, modella italiana (n. 1954)
- 1993 - Gábor Zsiborás, calciatore ungherese (n. 1957)
- 1994 - James Clavell, scrittore, sceneggiatore e regista australiano (n. 1921)
- 1994 - Eric Crozier, direttore teatrale, librettista e sceneggiatore britannico (n. 1914)
- 1994 - Paweł Hur, aviatore polacco (n. 1918)
- 1994 - Dennis Morgan, attore e cantante statunitense (n. 1908)
- 1994 - Constance Seeiso, principessa lesothiana (n. 1969)
- 1994 - Terence Young, regista britannico (n. 1915)
- 1995 - Michelangelo Borriello, tiratore a segno e dirigente sportivo italiano (n. 1909)
- 1995 - John B. Calhoun, etologo statunitense (n. 1917)
- 1995 - Henri Klein, calciatore lussemburghese (n. 1944)
- 1995 - Andrea Scaccini, calciatore e allenatore di calcio italiano (n. 1915)
- 1996 - Bibi Besch, attrice austriaca (n. 1942)
- 1996 - Gilda, cantautrice argentina (n. 1961)
- 1996 - Joseph Biroc, direttore della fotografia statunitense (n. 1903)
- 1996 - Niccolò Castiglioni, compositore e pianista italiano (n. 1932)
- 1996 - Edmo Fenoglio, regista, sceneggiatore e traduttore italiano (n. 1928)
- 1996 - Vjačeslav Solov'ёv, allenatore di calcio e calciatore sovietico (n. 1925)
- 1997 - Mukul S. Anand, regista indiano (n. 1951)
- 1997 - Norman Kernaghan, calciatore e allenatore di calcio nordirlandese (n. 1917)
- 1997 - Aleksej Leont'evič Kovalëv, militare sovietico (n. 1925)
- 1997 - Gino Malvestio, vescovo cattolico e missionario italiano (n. 1938)
- 1997 - Shinpō Matayoshi, artista marziale giapponese (n. 1921)
- 1997 - Carlo Poggi, vescovo cattolico italiano (n. 1923)
- 1997 - Mobutu Sese Seko, politico e militare della Repubblica Democratica del Congo (n. 1930)
- 1997 - Michel Stuart, ballerino, coreografo e costumista statunitense (n. 1945)
- 1998 - Mario Bardi, pittore e artista italiano (n. 1922)
- 1998 - André Bonin, schermidore francese (n. 1909)
- 1999 - Aurelia Accame Bobbio, storica della letteratura italiana (n. 1911)
- 1999 - Thierry Claveyrolat, ciclista su strada e pistard francese (n. 1959)
- 1999 - Hugo del Vecchio, cestista argentino (n. 1928)
- 1999 - Bjarne Iversen, fondista norvegese (n. 1912)
- 2000 - Albano Canazza, calciatore italiano (n. 1962)
- 2000 - Eigil Nielsen, calciatore, pallamanista e imprenditore danese (n. 1918)

## XXI secolo(129)
- 2001 - Sergio Garavini, sindacalista e politico italiano (n. 1926)
- 2002 - Katrin Cartlidge, attrice britannica (n. 1961)
- 2002 - Eugen Coșeriu, linguista rumeno (n. 1921)
- 2002 - Michael Elphick, attore britannico (n. 1946)
- 2002 - César Ardavin, regista e sceneggiatore spagnolo (n. 1923)
- 2002 - Cyrinda Foxe, attrice statunitense (n. 1952)
- 2002 - Erma Franklin, cantante statunitense (n. 1938)
- 2002 - Uziel Gal, progettista israeliano (n. 1923)
- 2002 - Mihály Nagymarosi, calciatore ungherese (n. 1919)
- 2002 - Fabiano Savioz, politico italiano (n. 1912)
- 2003 - The Great Antonio, sollevatore, wrestler e attore jugoslavo (n. 1925)
- 2003 - Ivan Marhityč, vescovo cattolico ucraino (n. 1921)
- 2003 - Warren Zevon, cantautore, chitarrista e pianista statunitense (n. 1947)
- 2004 - Enrico Aillaud, diplomatico e ambasciatore italiano (n. 1911)
- 2004 - Lev Burčalkin, calciatore e allenatore di calcio sovietico (n. 1939)
- 2004 - Madeleine Cator, cestista francese (n. 1934)
- 2004 - Aldo De Matteo, politico italiano (n. 1939)
- 2004 - Kirk Fordice, politico statunitense (n. 1934)
- 2004 - Gong Qiuxia, cantante e attrice cinese (n. 1918)
- 2004 - György Nagy, cestista ungherese (n. 1926)
- 2004 - Miriam Pires, attrice brasiliana (n. 1927)
- 2004 - Dante Schietroma, politico italiano (n. 1917)
- 2005 - Moussa Arafat, militare palestinese (n. 1940)
- 2005 - Giuliano Bonfante, glottologo italiano (n. 1904)
- 2005 - Karl Decker, calciatore e allenatore di calcio austriaco (n. 1921)
- 2005 - Sergio Endrigo, cantautore italiano (n. 1933)
- 2005 - Arnold Keyserling, filosofo e teologo tedesco (n. 1922)
- 2005 - Nicolino Locche, pugile argentino (n. 1939)
- 2005 - Edoardo Mulargia, regista, direttore della fotografia e produttore cinematografico italiano (n. 1925)
- 2006 - Aldo Caron, scultore italiano (n. 1919)
- 2006 - Minčo Dimov, cestista bulgaro (n. 1940)
- 2006 - Ozell Jones, cestista statunitense (n. 1960)
- 2006 - Robert Earl Jones, attore e pugile statunitense (n. 1910)
- 2007 - Norman Deeley, calciatore inglese (n. 1933)
- 2007 - Rubén Sosa, fumettista e illustratore argentino (n. 1939)
- 2008 - Peter Glossop, baritono inglese (n. 1928)
- 2008 - Don Haskins, cestista e allenatore di pallacanestro statunitense (n. 1930)
- 2008 - Giuliana Lanata, filologa classica e traduttrice italiana (n. 1931)
- 2008 - Gregory Mcdonald, scrittore statunitense (n. 1937)
- 2009 - Junior Coghlan, attore statunitense (n. 1916)
- 2009 - Eddie Locke, batterista statunitense (n. 1930)
- 2009 - Enrico Massara, politico italiano (n. 1918)
- 2009 - Danilo Tani, politico italiano (n. 1931)
- 2010 - Marcella Di Folco, attivista, attrice e politica italiana (n. 1943)
- 2010 - John Kluge, imprenditore tedesco (n. 1914)
- 2010 - Glenn Shadix, attore statunitense (n. 1952)
- 2010 - Wilebaldo Solano, politico spagnolo (n. 1916)
- 2010 - Anders Svela, allenatore di calcio e calciatore norvegese (n. 1939)
- 2010 - Piero Vivarelli, regista, sceneggiatore e attore italiano (n. 1927)
- 2011 - Vitalij Anikeenko, hockeista su ghiaccio russo (n. 1987)
- 2011 - Sjarhei Astapčuk, hockeista su ghiaccio bielorusso (n. 1990)
- 2011 - Michail Balandin, hockeista su ghiaccio russo (n. 1980)
- 2011 - Gennadij Čurilov, hockeista su ghiaccio russo (n. 1987)
- 2011 - Pavol Demitra, hockeista su ghiaccio slovacco (n. 1974)
- 2011 - Robert Dietrich, hockeista su ghiaccio tedesco (n. 1986)
- 2011 - Salvo Fundarotto, fotoreporter italiano (n. 1955)
- 2011 - Nedim Günar, calciatore turco (n. 1932)
- 2011 - Artëm Jarčuk, hockeista su ghiaccio russo (n. 1990)
- 2011 - Aleksandr Karpovcev, hockeista su ghiaccio russo (n. 1970)
- 2011 - Andrej Kirjuchin, hockeista su ghiaccio russo (n. 1987)
- 2011 - Nikita Kljukin, hockeista su ghiaccio russo (n. 1989)
- 2011 - Stefan Liv, hockeista su ghiaccio svedese (n. 1980)
- 2011 - Jan Marek, hockeista su ghiaccio ceco (n. 1979)
- 2011 - Brad McCrimmon, allenatore di hockey su ghiaccio e hockeista su ghiaccio canadese (n. 1959)
- 2011 - Karel Rachůnek, hockeista su ghiaccio ceco (n. 1979)
- 2011 - Ruslan Salej, hockeista su ghiaccio bielorusso (n. 1974)
- 2011 - Kārlis Skrastiņš, hockeista su ghiaccio lettone (n. 1974)
- 2011 - Pavel Snurnicyn, hockeista su ghiaccio russo (n. 1992)
- 2011 - Daniil Sobčenko, hockeista su ghiaccio ucraino (n. 1991)
- 2011 - Maksim Šuvalov, hockeista su ghiaccio russo (n. 1993)
- 2011 - Ivan Tkačenko, hockeista su ghiaccio russo (n. 1979)
- 2011 - Pavel Trachanov, hockeista su ghiaccio russo (n. 1978)
- 2011 - Nadežda Viktorovna Trojan, militare sovietica (n. 1921)
- 2011 - Jurij Uryčev, hockeista su ghiaccio russo (n. 1991)
- 2011 - Gabriel Valdés, politico cileno (n. 1919)
- 2011 - Josef Vašíček, hockeista su ghiaccio ceco (n. 1980)
- 2011 - Aleksandr Vasjunov, hockeista su ghiaccio russo (n. 1988)
- 2012 - Leszek Drogosz, pugile e attore polacco (n. 1933)
- 2012 - Aleksandr Maksimenkov, allenatore di calcio e calciatore sovietico (n. 1952)
- 2013 - Fiammetta Baralla, attrice italiana (n. 1943)
- 2013 - Albert Allen Bartlett, docente e fisico statunitense (n. 1923)
- 2013 - Wolfgang Frank, allenatore di calcio e calciatore tedesco (n. 1951)
- 2013 - Vittorio Patrelli Campagnano, ammiraglio italiano (n. 1917)
- 2013 - Marek Špilár, calciatore slovacco (n. 1975)
- 2013 - Dokka Umarov, politico e militare russo (n. 1964)
- 2014 - Ettore Borzacchini, scrittore italiano (n. 1943)
- 2014 - Maryna Chabarova, cestista ucraina (n. 1981)
- 2014 - Don Keefer, attore statunitense (n. 1916)
- 2014 - Anahita Ratebzad, politica afghana (n. 1931)
- 2014 - Li Xianglan, cantante, attrice e conduttrice televisiva giapponese (n. 1920)
- 2014 - Elsa-Marianne von Rosen, danzatrice, coreografa e attrice svedese (n. 1924)
- 2015 - Elena Arnedo, medico e scrittrice spagnola (n. 1941)
- 2015 - Flavio Caselli, politico italiano (n. 1953)
- 2015 - Dickie Moore, attore statunitense (n. 1925)
- 2015 - Candida Royalle, attrice pornografica, regista e produttrice cinematografica statunitense (n. 1950)
- 2015 - Josef Sterff, bobbista tedesco (n. 1935)
- 2016 - Bobby Chacon, pugile statunitense (n. 1951)
- 2016 - Maria Costa, poetessa italiana (n. 1926)
- 2016 - Ennio Di Nolfo, storico e politologo italiano (n. 1930)
- 2016 - Massimo Felisatti, regista, sceneggiatore e scrittore italiano (n. 1932)
- 2016 - Memmo Foresi, cantautore, compositore e produttore discografico italiano (n. 1942)
- 2016 - Joseph Keller, matematico statunitense (n. 1923)
- 2016 - Piet J. Kroonenberg, storico e scrittore olandese (n. 1927)
- 2016 - Norbert Schemansky, sollevatore statunitense (n. 1924)
- 2017 - Muzzi Loffredo, cantante, attrice e regista italiana (n. 1941)
- 2017 - Antonio Zani, calciatore italiano (n. 1930)
- 2018 - Samuel Bodman, politico, ingegnere e imprenditore statunitense (n. 1938)
- 2018 - Kurt Helmudt, canottiere danese (n. 1943)
- 2018 - Antonio Lonardi, allenatore di calcio e calciatore italiano (n. 1936)
- 2018 - Mac Miller, rapper, cantautore e musicista statunitense (n. 1992)
- 2018 - Sheila White, attrice inglese (n. 1948)
- 2019 - Alberto Cerreti, politico italiano (n. 1939)
- 2019 - Franco Murtas, politico italiano (n. 1930)
- 2020 - Abdul Qadir Bajamal, politico yemenita (n. 1946)
- 2020 - Alfred Riedl, calciatore e allenatore di calcio austriaco (n. 1949)
- 2021 - Carl Bean, cantante statunitense (n. 1944)
- 2021 - Aldo Pastega, calciatore svizzero (n. 1933)
- 2021 - Eiichi Yamamoto, regista cinematografico e sceneggiatore giapponese (n. 1933)
- 2022 - Vadym Blahovisnyj, aviatore e militare ucraino (n. 1995)
- 2022 - Marsha Hunt, attrice statunitense (n. 1917)
- 2022 - Giorgio Maioli, calciatore e allenatore di calcio italiano (n. 1940)
- 2022 - Giovanni Mialich, calciatore e allenatore di calcio italiano (n. 1934)
- 2022 - Piet Schrijvers, calciatore e allenatore di calcio olandese (n. 1946)
- 2023 - Armando Felipe Simões de Carvalho, cestista brasiliano (n. 1946)
- 2023 - Charles Gayle, musicista, polistrumentista e docente statunitense (n. 1939)
- 2023 - Johnny Mathis, cestista e allenatore di pallacanestro statunitense (n. 1943)
- 2023 - Guido Rhodio, politico italiano (n. 1935)
- 2023 - Margherita Rinaldi, soprano italiano (n. 1935)
- 2023 - Helga von Brauchitsch, fotografa tedesca (n. 1936)

## Senza anno specificato(2)
- Sozonte, romano
- Ugo di Fouilloy, teologo francese (n. 1096)